# Street Food

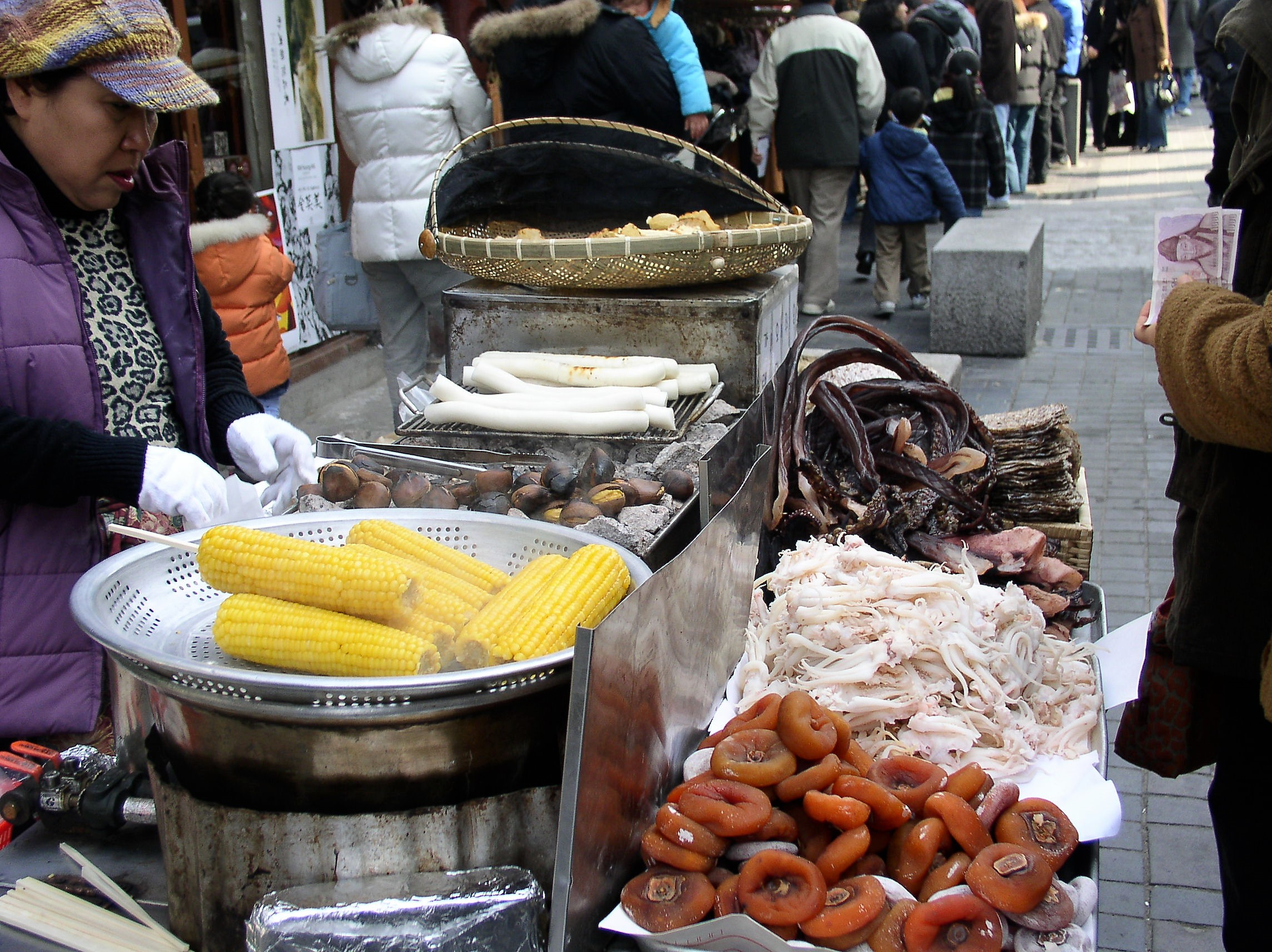
Ein Verkaufsstand in Seoul, Südkorea: Maiskolben, geröstete Maronen und Tteok (Reiskuchen), getrocknete Kaki, Tintenfische, Oktopusse und Feilenfische

Street Food (auch Streetfood) ist als Anglizismus ein Ausdruck für Speisen und Getränke, die für eine Zwischenmahlzeit entweder von einem Imbisswagen oder einer Garküche aus auf einer öffentlichen Verkehrsfläche, auf einem Markt oder Jahrmarkt angeboten oder unterwegs beim Aufenthalt auf einer öffentlichen Verkehrsfläche verzehrt werden (Engl.: „Take away“; AmE: „To go“).

## Begriff und Begriffsgeschichte

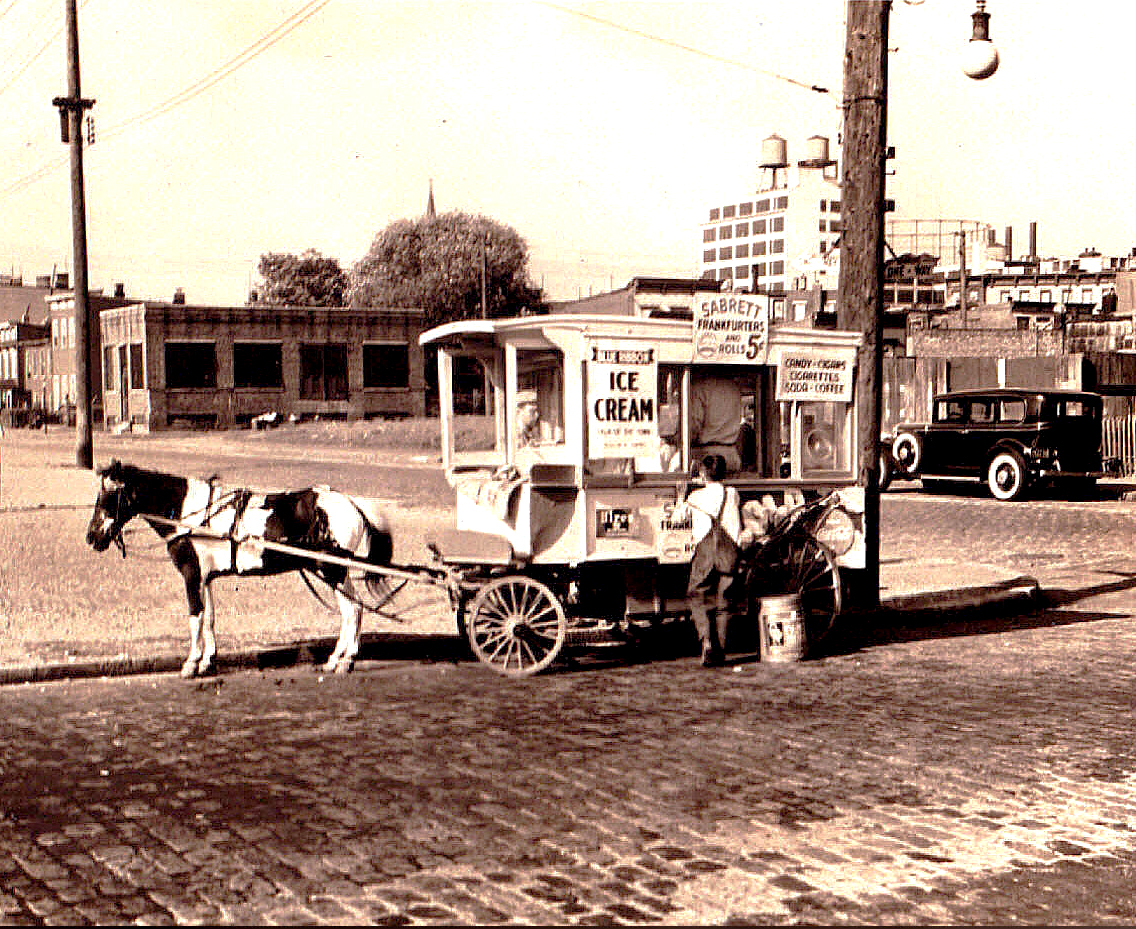
Historischer mobiler Verkaufsstand in New York, 1938

Die Darreichung ist meist so, dass man die Speisen sofort und ohne Besteck (als Fingerfood) zu sich nehmen kann, beispielsweise auf einem Pappteller, auf oder in einem Pflanzenblatt, in Papier oder in eine Papierserviette eingewickelt oder auf Holzstäbchen aufgesteckt.
Streetfood ist oft einzigartig und typisch für die Region und wird meist an Ständen oder Wagen verkauft, die von Kleinunternehmern betrieben werden. Mitunter arbeitet die ganze Familie bei einem Streetfood Cart mit. Meist wird das Essen vor den Augen des Käufers zubereitet oder fertiggestellt und ist wegen der kleinen Portionen, der einfachen Zubereitung und dem Verkauf über „fliegende Händler“ oft preiswert.
Obwohl Fastfood auch oft unterwegs verzehrt wird, bezieht sich dieser Begriff eher auf den schnellen Verzehr in Kombination mit schneller Herstellung. Speisen und Getränke „zum Mitnehmen“, Englisch „to take away“, Österreichisch „Verkauf über die Gasse(n)“, werden mitunter besser verpackt angeboten.

## Streetfood weltweit
Nach einer Studie der FAO aus dem Jahr 2007 ernähren sich 2,5 Milliarden Menschen täglich von Streetfood, und es werden in Südamerika in städtischen Haushalten bis zu 30 Prozent der Haushaltsausgaben für Streetfood ausgegeben. In Bangkok versorgen 20.000 Streetfood-Händler die Stadtbewohner mit geschätzt 40 Prozent des täglichen Bedarfs an Lebensmitteln. Streetfood ist nicht nur billig, sondern kann auch nahrhaft sein.

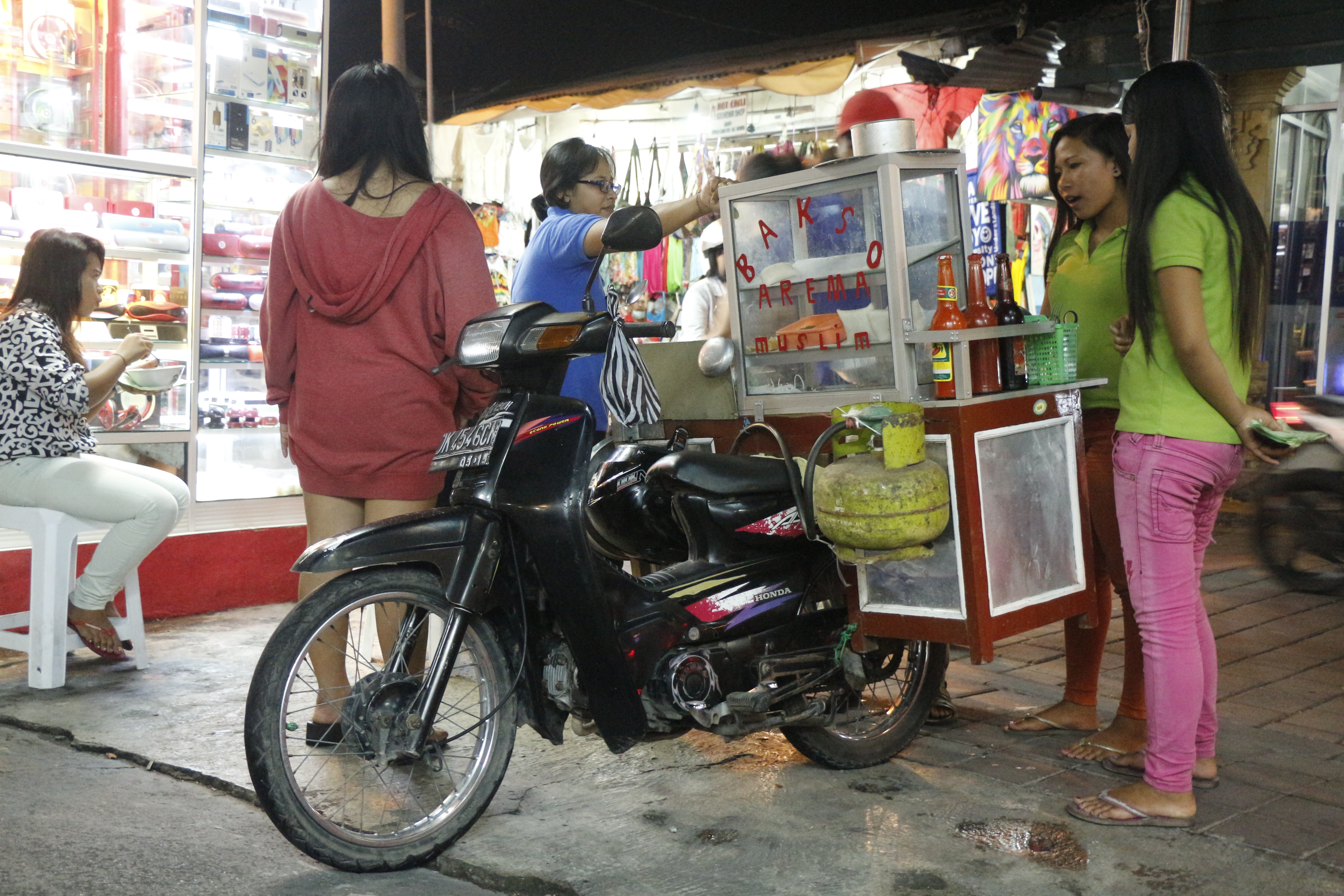
Mobiler Warung in Kuta, Bali 2015

Ein Warung (indonesisch ‚Lädchen‘) ist ein kleiner Straßen-Verkaufsstand für Nahrungsmittel auf Rädern (Imbisswagen). Er ist mit einer kleinen Kochstelle und einer Verkaufstheke ausgestattet. Warungs sind in Südost-Asien weit verbreitet und dienen der Versorgung der Bevölkerung auf der Straße mit Nahrungsmitteln. Verkauft werden beispielsweise gebratener Reis (Nasi Goreng), gebratene Nudeln (Bami Goreng), gebratenes Hähnchen (Bami Ayam) und Fleischspieße (Satay).
In New York City gibt es seit 2005 mit den Vendy Awards (von Englisch vendor für „Verkäufer“) einen jährlichen Streetfood-Wettbewerb, bei dem von einer Jury der Verkäufer des Jahres gewählt wird. Im US-amerikanischen Raum ist die Bezeichnung Food Truck Party üblich.

## Gesundheitliche Aspekte
Eine Studie aus Kalkutta in Indien ergab, dass ein durchschnittliches Streetfood-Essen 30 Gramm Proteine, 15 Gramm Fett und 180 Gramm Kohlenhydrate enthielt.

## Beispiele
Übliche Streetfood-Speisen sind beispielsweise:
- Kleingebäck: Brezeln, Sandwiches, Panini
- Fladenbrote: Chapati, Farinata, Laxoox, Naan, Pizza
- Frittiertes und Siedegebäck: Acarajé, Deep-fried Butter, Donuts, Doubles, Fish and Chips, Krapfen, Pommes frites, Arancini, Speiseinsekten, Frühlingsrollen, Puri, Samosa
- Gekochtes oder Gedämpftes: Suppen und Eintöpfe, Teigtaschen, Klebreis, Muscheln (siehe dazu gekochte Austern), Schnecken, Algensuppe, hartgekochte Eier
- Kuchen, Süßwaren: Waffeln, Baklava, Cookies, Crepes, Jalebi, Gulab Jamun, Baumkuchen,
- Speiseeis
- Gemüse: Maiskolben, Kartoffeln, Süßkartoffeln, Maronen
- Obst: im Ganzen oder in Stücken
- Knabberartikel: geröstete Nüsse
- Fleisch- und Wurstgerichte: Kibbeh, Döner Kebab, Ćevapčići, Fleischkäse, Brat- und Currywurst, Satay, Hamburger, Hotdog, Brathähnchen und in Südamerika und Afrika[4] stattdessen gebratene Meerschweinchen
- Fischgerichte: frittierte Sardinen oder Tintenfische, gegarte Meeresfrüchte
- Paella, Pad Thai
- Picknickspeisen: Bentō

Übliche Streetfood-Getränke sind beispielsweise Trinkwasser, Kaffee, Tee (beispielsweise Schwarztee, Eistee, Minztee oder Bubble Tea), Fruchtsäfte, Bier, Glühwein, Limonaden, frisch gepresster Zuckerrohrsaft und Kokoswasser.

## Galerie

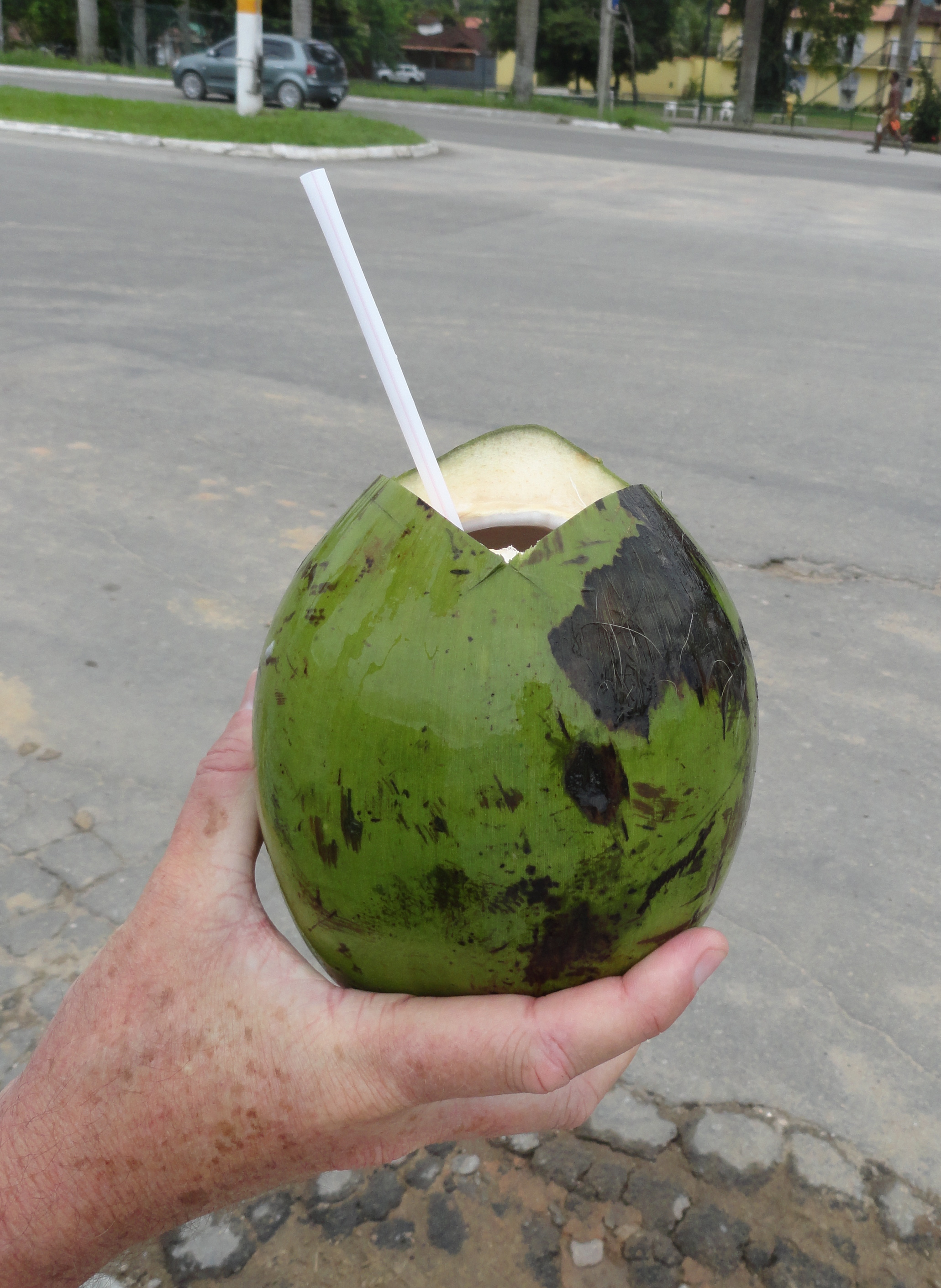
Street-Food-Getränk in Asien
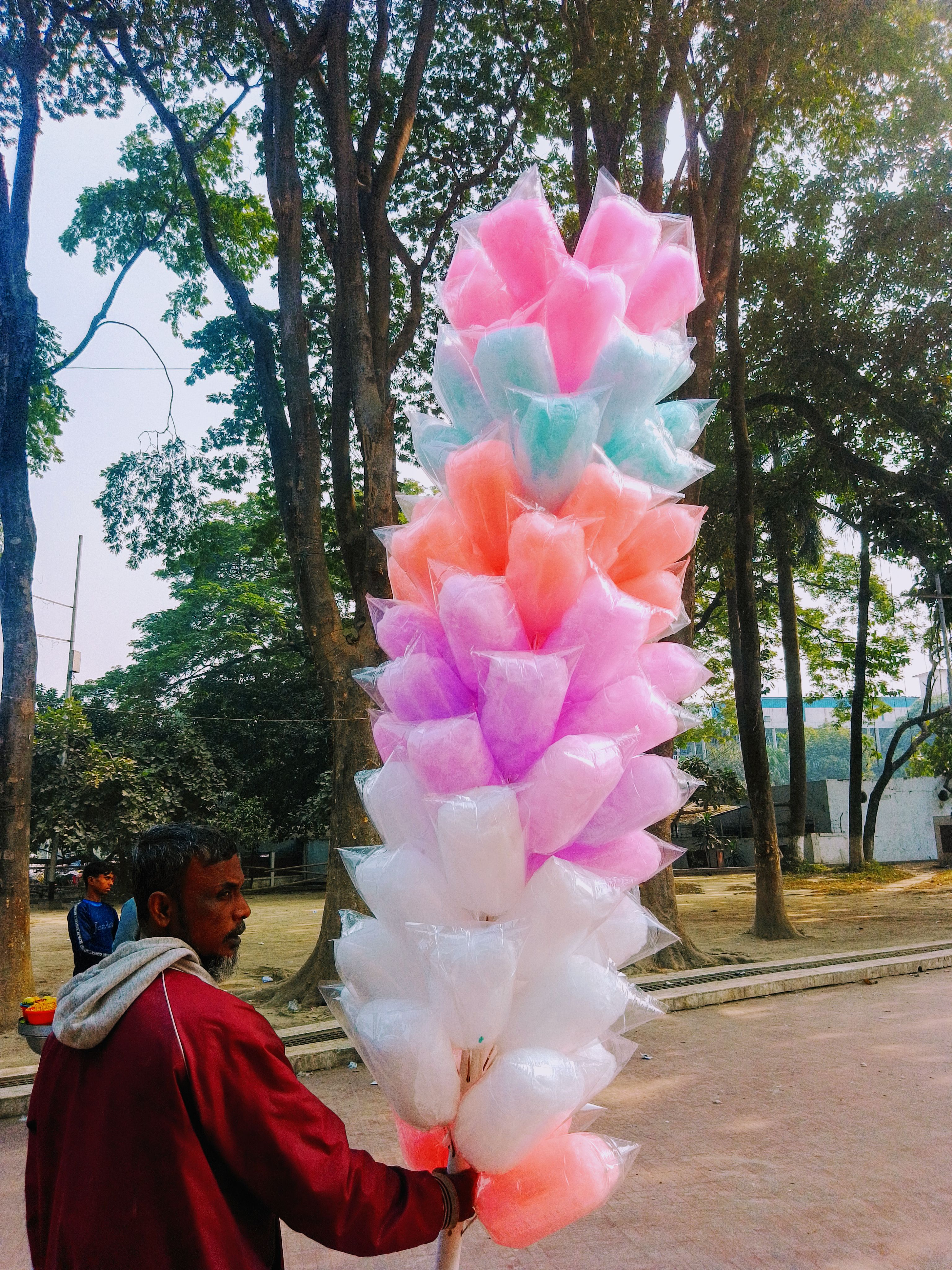
Street Food in Bangladesch
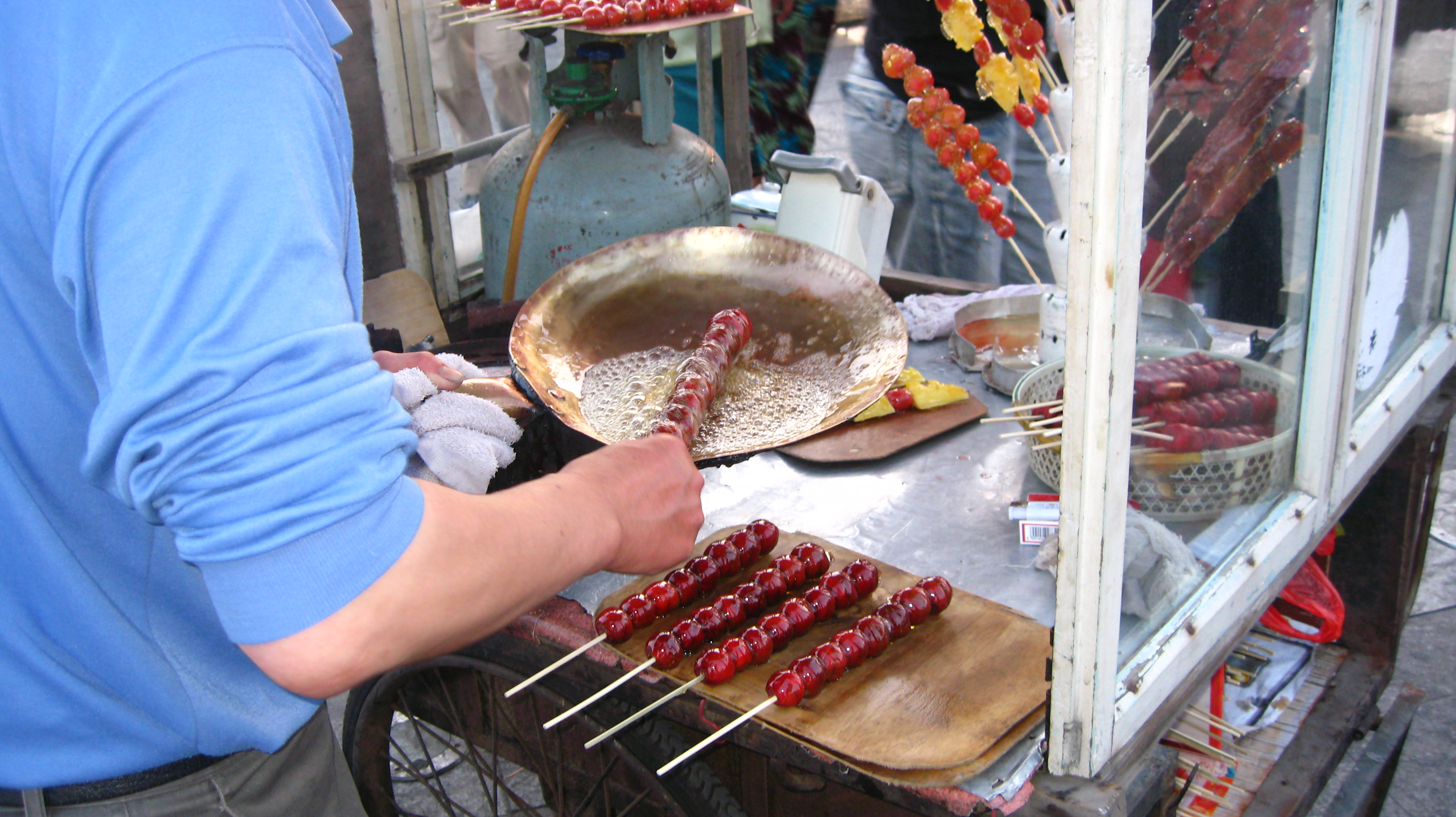
Street Food in Tianjin
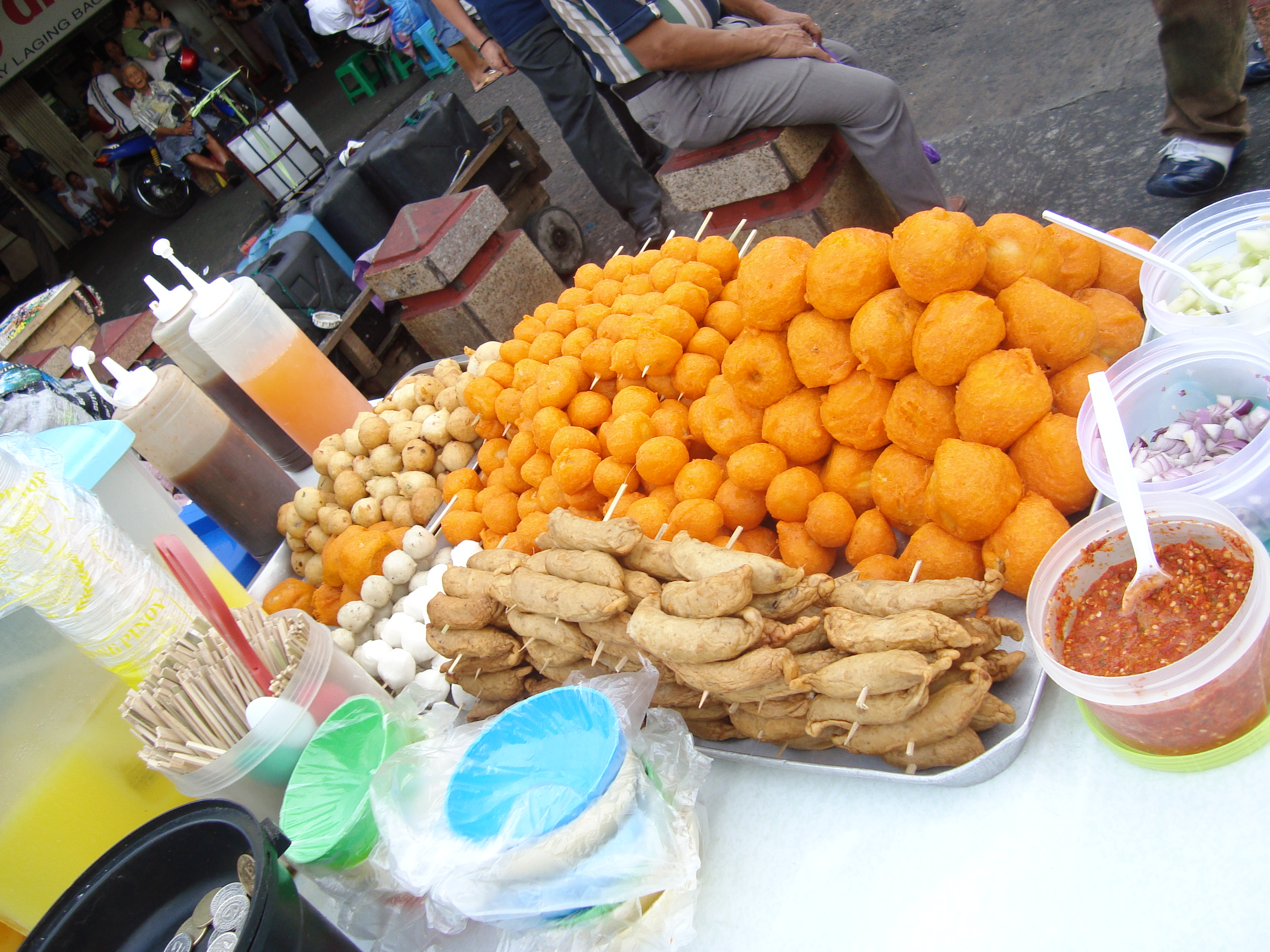
Street Food in Manila
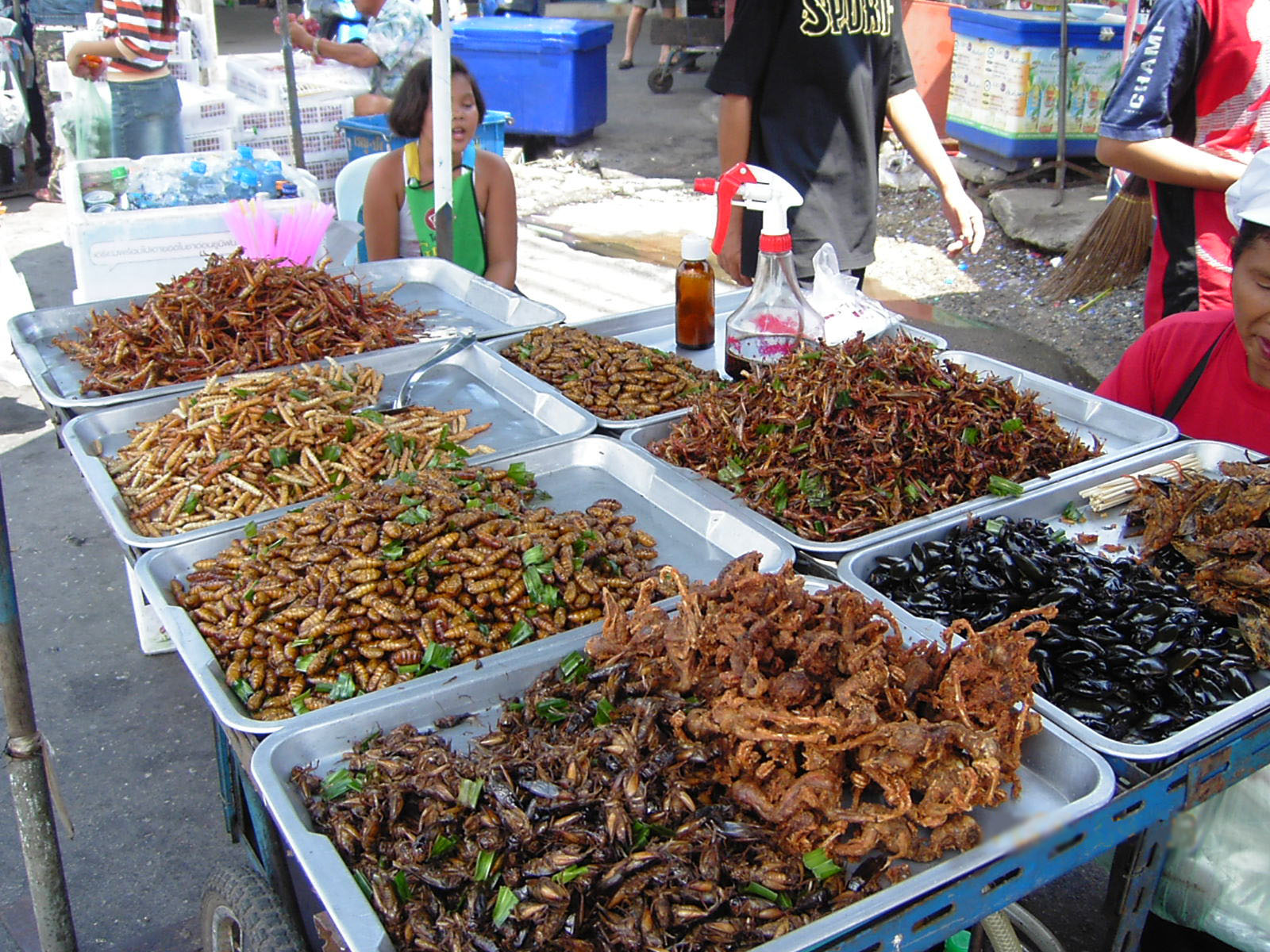
Street Food in Bangkok
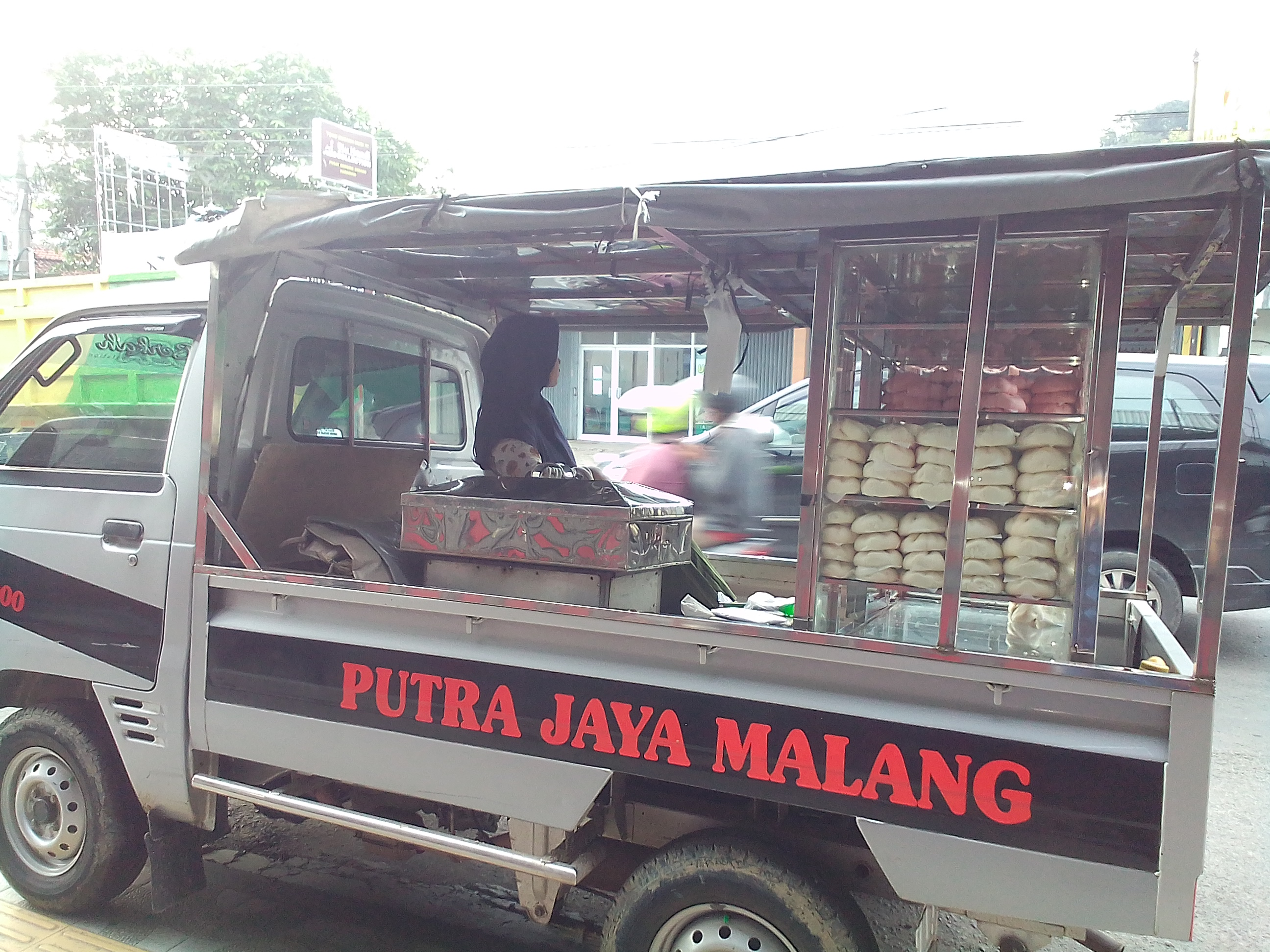
Street Food in Malang
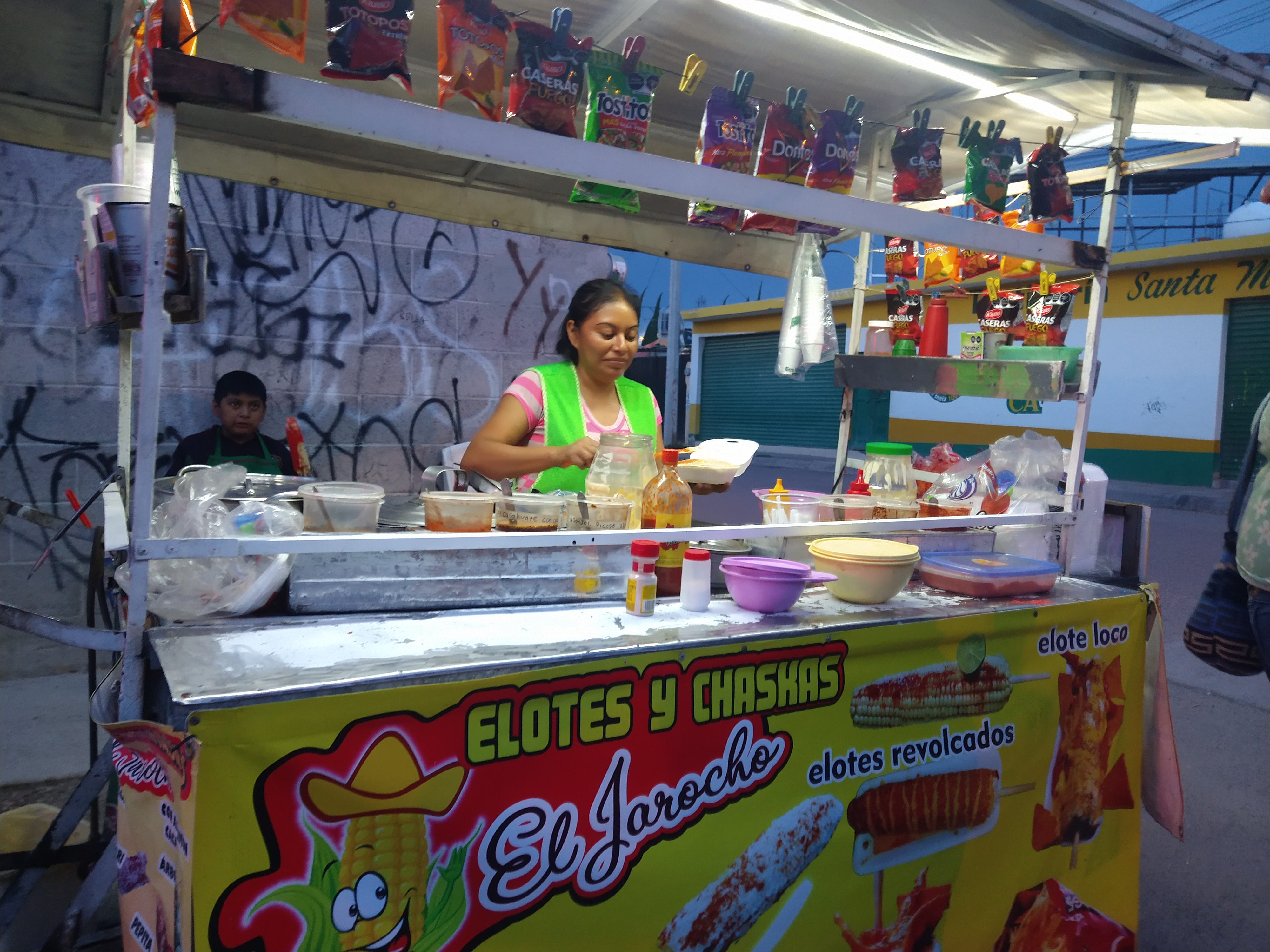
Street Food in Aguascalientes
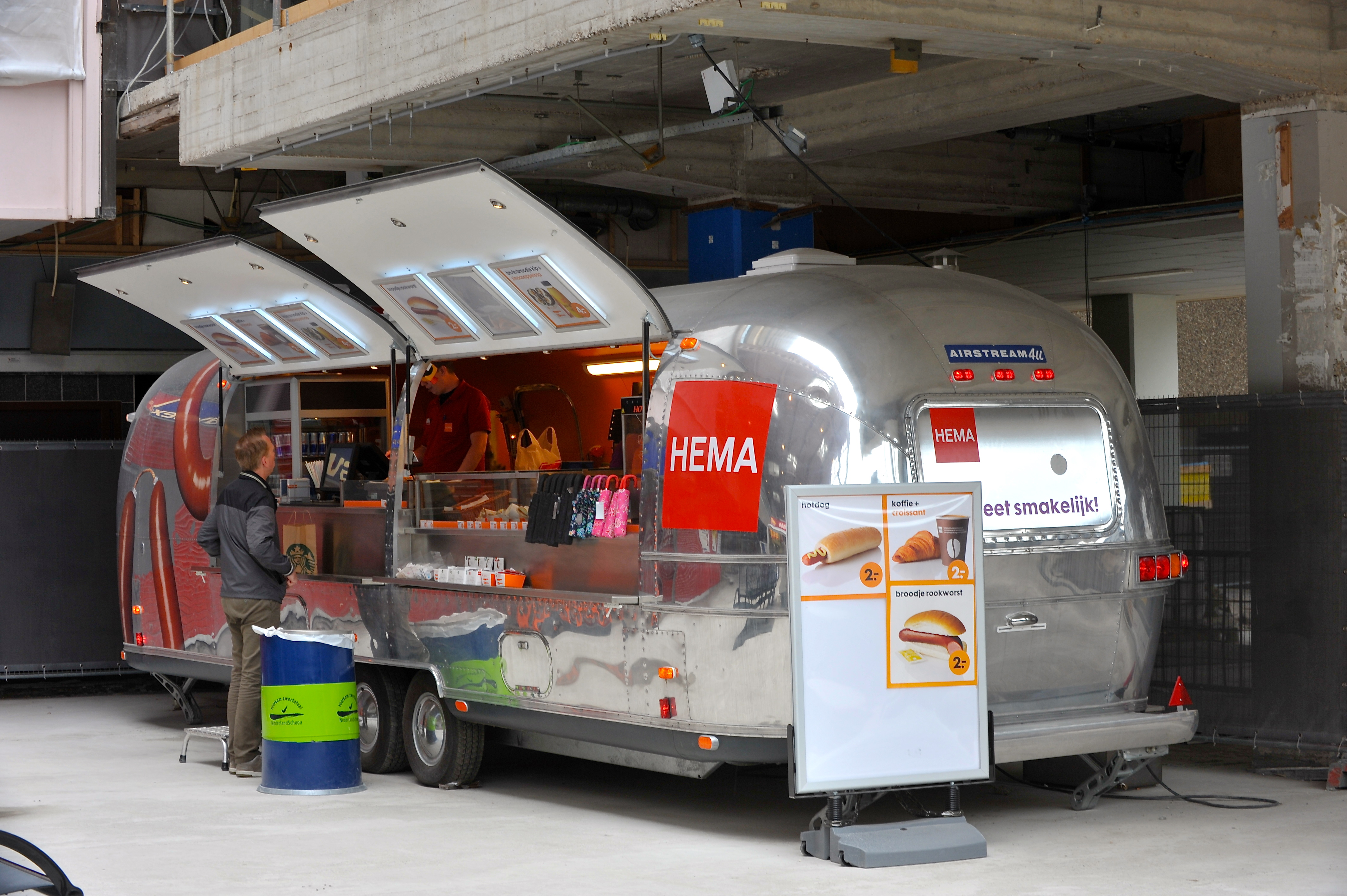
Street Food in Den Haag